# باشگاه فوتبال آذری باکو
باشگاه فوتبال آذری باکو (ترکی آذربایجانی: Azeri Baku Futbol Klubu) یک باشگاه فوتبال پیشین در شهر باکو پایتخت جمهوری آذربایجان است.